# セネガルラグビー連盟
セネガルラグビー連盟（フランス語: Fédération Sénégalaise de Rugby）はセネガルのラグビーユニオンの統括団体。1960年に設立され、1986年にラグビーアフリカ連合（現：ラグビーアフリカ）に創設団体として加盟、1999年に国際ラグビー評議会（現：ワールドラグビー）に加盟した。

## チーム
- ラグビーセネガル代表